# 收復的領土

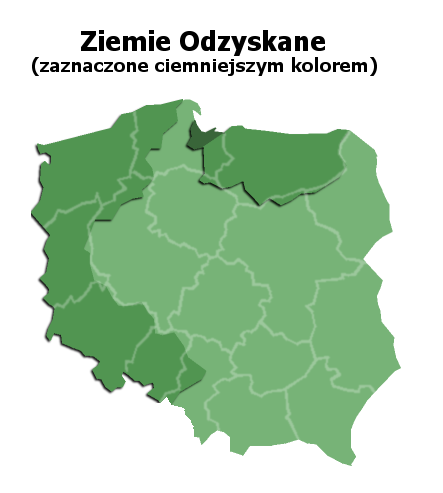

收復的領土（波蘭語：Ziemie Odzyskane）是一個地理詞彙，指二戰之後波蘭人民共和國自德國獲得的領土。波蘭政府自戰後自1949年期間曾廣泛使用這一詞彙。德國則稱這一片領土為德國前東部領土。戰後西德不承認放棄德國前東部領土的主權，但在1990年兩德統一，德國與波蘭簽訂德波國境條約之後，德國和波蘭的國境問題已完全解決。
「收復」這一詞本身帶有強烈的宣傳含義。這一帶領土在中世紀時期曾有部分屬皮雅斯特王朝，波蘭人民共和國當局通過「收復」一詞宣傳自己是皮雅斯特王朝的正當繼承者。而這一地區的德國文化傳統直到1989年波蘭民主化之前都被波蘭當局否定。不過在1949年後，波蘭當局為了強調這一片領土並不具特殊性，不再使用「收復的領土」這一詞彙。